# Carrel (månekrater)
Carrel er et nedslagskrater på Månen. Det befinder sig i Mare Tranquillitatis på Månens forside og er opkaldt efter den franske læge og nobelprismodtager Alexis Carrel (1873 – 1944).
Navnet blev officielt tildelt af den Internationale Astronomiske Union (IAU) i 1979.
Før det blev omdøbt af IAU, hed dette krater "Jansen B".

## Omgivelser
Det lavaoversvømmede Jansenkrater ligger nordøst for Carrelkrateret.

## Karakteristika
Krateret har et noget forvredet udseende med en let fremspringende bule i den nordvestlige rand. Det indre er også irregulært med højderygge og noget nedstyrtet materiale. Krateret selv ligger over en højderyg i overfladen af maret.

## Måneatlas
- Billeder af Carrelkrateret i LPI-måneatlasset